# Septoria bellidis
Septoria bellidis är en svampart som beskrevs av Roberge ex Desm. 1853. Septoria bellidis ingår i släktet Septoria och familjen Mycosphaerellaceae.   Inga underarter finns listade i Catalogue of Life.